# Wilhelm Cattrein
Wilhelm Cattrein (* 3. Juli 1781 in Prüm; † vermisst seit dem 26. Dezember 1850 vermutlich in Düsseldorf) war ein preußischer Landrat (auftragsweise) und Bürgermeister von Prüm.

## Leben und Herkunft
Der Katholik Cattrein war der Sohn des Kaufmanns Josef Ignatz Cattrein (* 1732; † 30. August 1799 in Prüm) und dessen Ehefrau Maria Katharina geborene Nels und arbeitete später selbst als Kauf- bzw. Handelsmann. Im Jahr 1808 war er Gründungsmitglied der Loge Triomphe de Napoléon zu Prüm. Ab 1812 war er Bürgermeister von Prüm, von 1814 bis 1817 war er Kreisdirektor und von 1816 bis zum 30. April 1817 war er kommissarischer Verwalter des Landkreises Prüm. Ab 1818 war er Quästor, Kassenrendant, Friedensrichter sowie Kreiseinnehmer in Wesel am Niederrhein. Von 1826 bis 1830 war er Mitglied des Provinziallandtags der Rheinprovinz sowie ab 1830 Mitglied der Verwaltungskommission des Landarmenhauses in Trier.

## Todesumstände
Cattrein wurde am Abend des 26. Dezember 1850 in Düsseldorf als vermisst gemeldet, unter der Annahme, dass er im Rhein seinen Tod gefunden hätte. Sein Mantel, den er zuletzt trug, und den man an der Landungsbrücke niederländischer Dampfschiffe fand, wurde später von seiner Familie als ihm zugehörig identifiziert. Daraufhin veranlasste der königliche Oberprokurator von Kösteritz am 2. Januar 1851 im Amtsblatt für den Regierungsbezirk Düsseldorf eine Vermisstenanzeige mit entsprechendem Signalement (deutsch: kurzer Personenbeschreibung). Zwischenzeitlich wurde bei der Revision der Kreiskasse zum 30. Dezember 1850 ein, wie es hieß „erheblicher Defect ermittelt,“ welcher in Verbindung mit anderen Umständen zu der Annahme führte, dass Cattrein sich der Unterschlagung von Kassengeldern schuldig gemacht hätte. Letztlich sollte er aus diesem Grunde verhaftet werden, was allerdings nicht mehr nötig war, da seine Leiche am 13. Februar 1851 aufgefunden wurde. 

## Familie
Cattrein war seit dem 17. Juni 1811 mit Anna Maria Viktoria, geborene Lintz (getauft 22. November 1784 in Trier; † in Wesel) verheiratet.